# Mediterranea amaltheae
Mediterranea amaltheae is een slakkensoort uit de familie van de Oxychilidae. De wetenschappelijke naam van de soort is voor het eerst geldig gepubliceerd in 1982 door Riedel & Subai.